# Wapen van Schipluiden

Het wapen van Schipluiden

Het wapen van Schipluiden werd op 24 juli 1816 aan de Zuid-Hollandse gemeente Schipluiden toegekend. Het betreft een sprekend wapen. De gemeente heeft meerdere fusies ondergaan, maar doordat deze dezelfde naam behield en geen aanvraag voor een nieuw wapen indiende, behield Schipluiden het wapen. In 2004 is de gemeente opgegaan in de gemeente Midden-Delfland, waardoor het wapen niet langer officieel gebruikt wordt. Het is als dorpswapen op 27 april 2004 in de gemeenteraad vastgesteld, samen met het wapen van Maasland.
In het manuscript van Beelaerts van Blokland wordt eveneens over een wapen met een schip gesproken, echter dan gaat het om een tweemaster die zwart van kleur is.

## Blazoenering
De blazoenering van het wapen van Schipluiden luidde als volgt:
Van lazuur, waarop een driemastschip in zijne natuurlijke verwen.
Het schild is geheel blauw van kleur, hierop is een driemaster afgebeeld welke bruin is. Inkleuring van andere elementen zoals de vlag (in dit geval de vlag van Nederland), kleuren van eventuele zeilen, tuigage, et cetera is vrij. De registertekening van de Hoge Raad toont tuigage en gestreken zeilen van zilver, rode vaandels in de masten en een zilveren zee.

## Verwant wapen

Het wapen van Midden-Delfland, dat is samengesteld uit de wapens van Schipluiden en Maasland